# Medaille voor het Zilveren Jubileum van George V
De Medaille voor het Zilveren Jubileum van George V (Engels: King George V Silver Jubilee Medal) werd op 6 mei 1935 ingesteld om het 25-jarig regeringsjubileum van George V van het Verenigd Koninkrijk te herinneren. Het jubileum van de inmiddels erg oud geworden en zwaar zieke vorst werd groots gevierd.
Op de medaille zijn George V en Koningin Mary afgebeeld in kroningsornaat. Zij dragen ieder een kroon. De rand van de medaille is laag zodat de afbeelding snel slijt of beschadigd raakt. Het omschrift luidt: "KING GEORGE V AND QUEEN MARY 6 MAY MCMCCCV". De medaille is met een ring en een bal met het lint verbonden.
Tot 1977 was het decoratiestelsel in het Gemenebest verbonden aan de Britse kroon. De Britse autoriteiten stelden vast welke onderscheidingen er zoden zijn en hoeveel herinneringsmedailles er zouden worden geslagen. Ieder land, gebied kolonie en territorium binnen het uitgestrekte rijk kreeg een deel van de medailles als quotum toegewezen. Alle burgers en militairen in wat toen nog het Britse Gemenebest was, kwamen in aanmerking voor deze medaille die door de lokale bestuurders zoals de regeringen van de dominions Canada, Australië, India en Nieuw-Zeeland en de gouverneurs werden verdeeld.
Aan het hof in Londen werd de medaille aan de leden van de Britse Koninklijke familie, de gasten bij het jubileum en de hofhouding uitgereikt.
Er werden 85.235 medailles geslagen. Canada kreeg een quotum van 7500 medailles en de gouverneur-generaal van Australië mocht 6500 medailles uitreiken. De medailles werden aan ministers, burgemeesters, ambtenaren, politiepersoneel en officieren van de strijdkrachten uitgereikt. Van de vele dragers was in 2011 in ieder geval nog Elizabeth II van het Verenigd Koninkrijk, de indertijd negenjarige kleindochter van de koning, in leven.
Er werden geen gouden of bronzen medailles gedragen en bij dit jubileum ontvingen alle gedecoreerden hetzelfde lint.

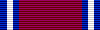
baton in de kleuren van het lint

## De medaille
De zilveren medaille heeft een diameter van 1,25 inch. Op de voorkant staan George V en zijn echtgenote koningin Mary in hun kroningsmantel afgebeeld. 
Het rondschrift luidt: GEORGE · V · AND · QUEEN · MARY · MAY · VI · MCMXXV 
Op de keerzijde staat het gekroonde koninklijk monogram GRI met daarboven de Keizerskroon en de data MAY 6 / 1910 en MAY 6 / 1935.
Men draagt de medaille aan een purperen lint met een smalle blauw-wit-blauwe bies op de linkerborst.

## De Durbarmedaille
George V en Mary waren ook Keizer en Keizerin van India. Zij hebben in Delhi op 12 december 1911 de hommage van de Indische vorsten ontvangen tijdens een Durbar. Ook daarvoor werd een medaille, de Durbarmedaille ingesteld. 